# Ania na Uniwersytecie
Ania na uniwersytecie (ang. Anne of the Island) – powieść L.M. Montgomery, po raz pierwszy wydana w 1915 r. Jest trzecią pozycją w serii książek o losach Ani Shirley.

## Tytuł
Angielski tytuł oznacza dosłownie Ania z Wyspy i odnosi się do Wyspy Księcia Edwarda, którą główna bohaterka – po przeprowadzce do Nowej Szkocji – uważa za swoją małą ojczyznę.
L.M. Montgomery nadała książce tytuł Anne of Redmond (pol. Ania z Redmondu), ale został on zmieniony przez wydawcę na Anne of the Island.
Pierwsze polskie tłumaczenia używały tytułu Ania z Wyspy (1930, przekład Andrzeja Magórskiego) oraz Ania na Uniwersytecie (1931, przekład Janiny Zawiszy-Krasuckiej). Wydanie z 2022 r. (przekład Anny Bańkowskiej) nosi tytuł Anne z Redmondu i stanowi nawiązanie do najbardziej pierwotnej nazwy.

## Fabuła
Ania Shirley spełnia swoje marzenie z dzieciństwa i rozpoczyna studia na uniwersytecie Redmond (ang. Redmond College) w Kingsport. Jest zasmucona koniecznością rozstania z Zielonym Wzgórzem i Avonlea, ale i podekscytowana czekającymi ją wyzwaniami.
Na łamach książki Ania doświadcza studenckiego życia, poznaje uroki życia na własną rękę (wynajmując dom, znany jako Ustronie Patty, wspólnie z przyjaciółkami z seminarium nauczycielskiego), próbuje swoich sił jako pisarka, nawiązuje nowe przyjaźnie (przede wszystkim z Izabelą Gordon) i otrzymuje kilka propozycji oświadczyn.

## Bohaterowie
- Ania Shirley (ang. Anne Shirley) – studentka Redmondu,
- Maryla Cuthbert (ang. Marilla Cuthbert) – opiekunka Ani, żyjąca na Zielonym Wzgórzu wspólnie z Tolą i Tadziem Keith oraz Małgorzatą Linde,
- Gilbert Blythe – przyjaciel Ani, student Redmondu; jego pierwsze oświadczyny wobec Ani zostają odrzucone,
- Priscilla Grant – przyjaciółka Ani z seminarium nauczycielskiego i jej współlokatorka w Ustroniu Patty,
- Stella Maynard – przyjaciółka Ani z seminarium nauczycielskiego i jej współlokatorka w Ustroniu Patty,
- ciotka Jakubina (Kubcia) (ang. aunt Jamesina (Jimsie)) – krewna Stelli Maynard, gospodyni Ani, Priscilli i Stelli w Ustroniu Patty,
- Izabela Gordon (ang. Philippa Gordon) – przyjaciółka Ani z Redmondu i jej współlokatorka w Ustroniu Patty,
- Roy Gardner – student Redmondu, adorator Ani,
- Diana Barry – pierwsza i najlepsza przyjaciółka Ani,
- Tadzio Keith (ang. Davy Keith) i Tola Keith (ang. Dora Keith) – bliźnięta, które Maryla przygarnęła po śmierci swojej dalekiej krewnej,
- Małgorzata Linde (ang. Rachel Lynde) – przyjaciółka Maryli, która po śmierci męża przeprowadziła się na Zielone Wzgórze,
- Ruby Gillis – przyjaciółka Ani z Avonlea,
- Janka Andrews (ang. Jane Andrews) – przyjaciółka Ani z Avonlea,
- Karolek Sloane (ang. Charlie Sloane) – kolega Ani, student Redmondu; jego oświadczyny wobec Ani zostają odrzucone,
- Billy Andrews – brat Janki Andrews; jego oświadczyny wobec Ani (dokonane za pośrednictwem siostry) zostają odrzucone.

## O książce
Inspiracją dla Redmond College był Dalhousie University w Halifaksie, gdzie w latach 1895–1896 L.M. Montgomery studiowała literaturę. Fikcyjne miasto Kingsport również było zainspirowane Halifaksem.

## Adaptacje
Ania na uniwersytecie była jedną z książek, na podstawie której powstał film Ania z Zielonego Wzgórza: Dalsze dzieje z 1987 r.